# Thestor rileyi
Thestor rileyi är en fjärilsart som beskrevs av Terence Dale Pennington 1956. Thestor rileyi ingår i släktet Thestor och familjen juvelvingar. Inga underarter finns listade i Catalogue of Life.